# Kristo Matson
Kristo Matson (* 25. November 1980 in Pärnu) ist ein estnischer Komponist und Musiker.

## Leben und Werk
Kristo Matson belegte Kurse in Posaune, Musiktheorie und Komposition an der Heino-Eller-Musikschule in Tartu sowie in Theologie an der Universität Tartu. Er studierte außerdem an der Estnischen Musikakademie bei Tõnu Kõrvits und Helena Tulve. Seit 2005 unterrichtet er Musiktheorie, zunächst an der Heino-Eller-Musikschule in Tartu und seit 2007 am Musikgymnasium Tallinna Muusikakeskkool  in Tallinn. Seit 2007 ist Matson Mitglied des Estnischen Komponistenverbands (Eesti Heliloojate Liit).
Kristo Matson hat verschiedene Werke für Sinfonieorchester, für Streicher und für Klarinette sowie Stücke für Chöre vorgelegt. Zu seinen bekanntesten Werken gehören der Cantus in memoriam Malera Kasuku für Sinfonieorchester, der 2005 vom Eesti Riiklik Sümfooniaorkester unter Risto Joost uraufgeführt und 2008 im Rahmen der estnischen Musiktage erneut gespielt wurde, ferner sein Streichquartett von 2007 sowie der Song of Silence (2008) für Sopran, Alt, Frauenchor, Flöte, Gitarre und Schlagwerk. Sein 2010 uraufgeführtes Kammermusikwerk R.E.M. für Bassklarinette, Bariton-E-Gitarre und Schlagzeug gehört zu den sechs ausgewählten estnischen Werken, die bei den Weltmusiktagen der ISCM 2012 aufgeführt werden sollen.

## Aufgeführte Werke

### Orchesterwerke
- Lyrica für Streichorchester (2003)
- Act, Sinfonische Dichtung (2005)
- Cantus in memoriam Malera Kasuku (2005)
- Festive Signal für Blasorchester (2010)

### Werke für kleines Ensemble
- Trio Ostinato für Violine, Cello und Klavier (2005), aufgeführt beim Herbst Festival der Estnischen Akademie für Musik
- The Night Is So Dark and Tender ... für Flöte, Sopransaxophon und Klavier (2006)
- Distorting Mirror für Flöte, Klarinette, Saxophon, Klavier, Violine, Viola, Cello (2007), uraufgeführt bei den estnischen Musiktagen
- Streichquartett mit den Sätzen: I Misterios, II Largo e cantabile, III Con moto (2007)
- R.E.M. für Bassklarinette, Bariton-E-Gitarre und Schlagzeug (2010)

### Werke für Soloinstrumente
- Waiting für Schlagwerk: Tamtam, Vibraphon und Marimba (2003/2006)
- Meditation für Klarinette (2005), aufgeführt bei den estnischen Musiktagen
- Lullaby für Klavier (2010)
- Turn für Klavier (2011)

### Vokal- und Chormusik
- Echo of time für gemischten Chor (2003)
- Lullaby für gemischten Chor (2003)
- Fate für Männerchor (2005)
- Everything Around Me Turns into Song für Frauenchor (2006)
- Restless für Männerchor (2006)
- Song of Silence für Sopran, Alt, Frauenchor, Flöte, Gitarre und Schlagwerk auf Texte von Doris Kareva, Kalju Kangur und Olivia Saar (2008)
- 131. Psalm Davids für gemischten Chor (2009)
- Field Maiden, Liederzyklus für Frauenstimme und Klavier (2009)
- Drei estnische Volkslieder für gemischten Chor a cappella (2010)

ferner Orchestrierungen und Arrangements